# فرانسيس ثيودورا بارسونز
فرانسيس ثيودورا بارسونز (بالإنجليزية: Frances Theodora Parsons)‏ هي عالمة نبات أمريكية، ولدت في 5 ديسمبر 1861 في نيويورك في الولايات المتحدة، وتوفيت في 10 يونيو 1952 في Katonah, New York ‏ في الولايات المتحدة.